# Escritório das Nações Unidas sobre Drogas e Crime

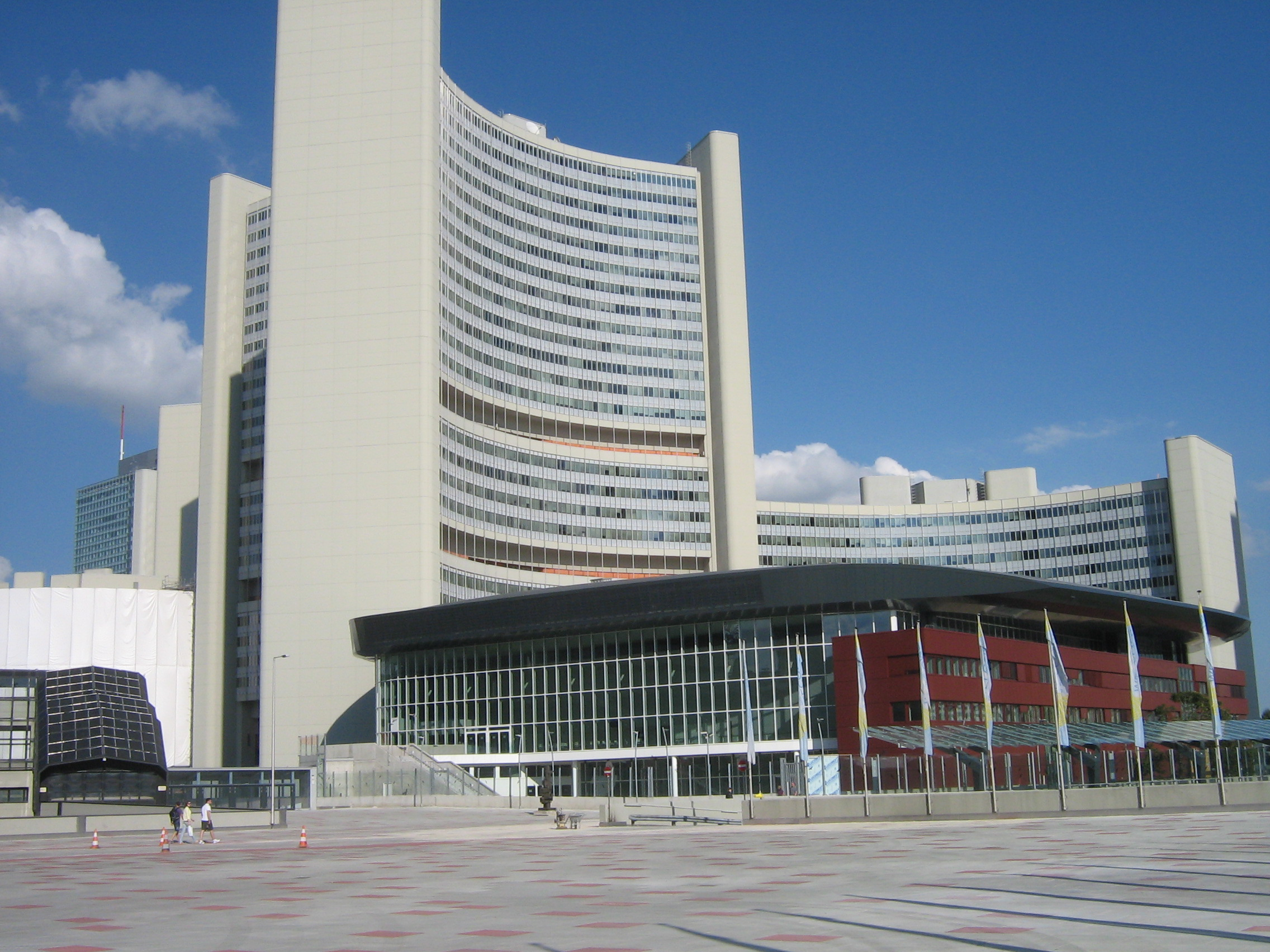
A sede do UNODC em Viena.

O Escritório das Nações Unidas sobre Drogas e Crime (português brasileiro) ou Gabinete das Nações Unidas contra a Droga e o Crime (português europeu) (UNODC) é uma das agências especializadas da ONU criada em 1997.

## História
É um escritório das Nações Unidas que foi criado em 1997 como o Escritório para o Controle de Drogas e Prevenção do Crime, combinando a Organização Internacional de Drogas das Nações Unidas Programa de Controle (UNDCP) e Divisão de Prevenção ao Crime e Justiça Criminal no Escritório das Nações Unidas em Viena. e foi renomeado como Escritório das Nações Unidas sobre Drogas e Crime em 2002.
O foco da agência é o tráfico e abuso de drogas ilícitas, prevenção do crime e justiça criminal, terrorismo internacional e corrupção política. É membro do Grupo de Desenvolvimento das Nações Unidas.

## Tratados
As Convenções das Nações Unidas e seus protocolos relacionados sustentam todo o trabalho operacional do UNODC.

### Tratados relacionados ao crime

#### Convenção das Nações Unidas contra o Crime Organizado Transnacional
A Convenção é um instrumento juridicamente vinculativo que entrou em vigor em 29 de setembro de 2003, por meio do qual os Estados Partes se comprometem a tomar uma série de medidas contra o crime organizado transnacional. Os Estados que ratificam a convenção têm o dever de criar crimes internos para combater o problema, adotar novas e abrangentes estruturas de assistência jurídica mútua, extradição, cooperação policial, assistência técnica e treinamento. A convenção representa uma etapa importante no tratamento do crime transnacional ao reconhecer a gravidade do problema que o crime representa e ao obter a compreensão dos Estados membros sobre a importância de uma medida cooperativa. A convenção é complementada por três protocolos diferentes:
- o Protocolo para Prevenir, Reprimir e Punir o Tráfico de Pessoas, especialmente Mulheres e Crianças;
- o Protocolo contra o Contrabando de Migrantes por Terra, Mar e Ar; e
- o Protocolo contra a Fabricação e o Tráfico Ilícitos de Armas de Fogo, suas Peças e Componentes e Munições.

O Protocolo para Prevenir, Reprimir e Punir o Tráfico de Pessoas, especialmente Mulheres e Crianças, visa proporcionar uma convergência dos delitos internos dos estados no processo de investigação e perseguição. Outro objetivo do protocolo é proteger as vítimas do tráfico de pessoas com total respeito.
O Protocolo contra o Contrabando de Migrantes por Terra, Mar e Ar se preocupa com o agravamento do problema dos grupos do crime organizado para o tráfico de pessoas. O protocolo visa combater e prevenir o contrabando transnacional, bem como promover medidas cooperativas para aumentar as medidas de proteção para as vítimas.
O Protocolo contra a Fabricação e o Tráfico Ilícitos de Armas de Fogo, suas Peças e Componentes e Munições foi adotado para prevenir e fornecer uma medida cooperativa para a Fabricação e o Tráfico Ilícitos de Armas de Fogo, suas Partes e Componentes e Munições. Ao adotar o protocolo, os Estados membros se comprometem a adotar infrações penais domésticas por fabricação ilegal, fornecimento de munição licenciada pelo governo e monitoramento da munição.

#### Convenção das Nações Unidas contra a Corrupção
Em sua resolução 55/61, a Assembleia Geral reconheceu que era desejável um instrumento jurídico internacional eficaz contra a corrupção, independente da Convenção das Nações Unidas contra o Crime Organizado Transnacional. O texto da Convenção foi negociado durante sete sessões realizadas entre 21 de janeiro de 2002 e 1 de outubro de 2003. A Convenção foi adotada pela Assembleia Geral em 31 de outubro de 2003. Em 2003, as Nações Unidas adotaram a Convenção das Nações Unidas contra a Corrupção (UNCAC). A Convenção entrou em vigor em dezembro de 2005. Em 9 de novembro de 2012, 140 países assinaram e 164 países (Estados Partes) ratificaram a UNCAC. O UNODC atua como o Secretariado da Conferência dos Estados Partes (CoSP) da UNCAC.
O UNODC, como custodiante da UNCAC, é também um dos principais iniciadores do estabelecimento da Academia Internacional Anticorrupção (IACA), cuja função principal é, entre outras coisas, facilitar uma implementação mais eficaz da UNCAC.

### Tratados relacionados a drogas

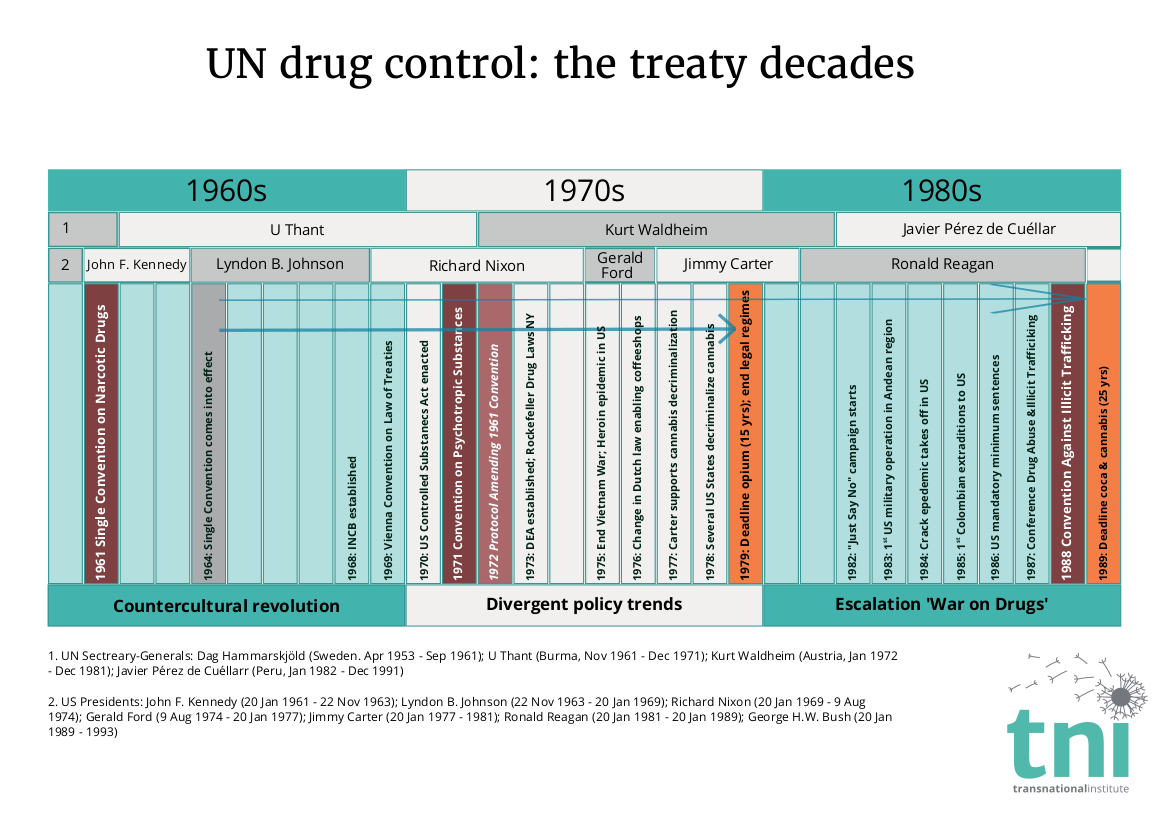
Cronograma dos três tratados relacionados com drogas

Existem três tratados relacionados com as drogas que orientam os programas do UNODC relacionados com as drogas. São eles: A Convenção Única sobre Entorpecentes de 1961, conforme emendada pelo Protocolo de 1972; a Convenção sobre Substâncias Psicotrópicas de 1971 e a Convenção das Nações Unidas contra o Tráfico Ilícito de Narcóticos e Substâncias Psicotrópicas de 1988.

Esses três principais tratados internacionais de controle de drogas se apoiam mutuamente e se complementam. Um objetivo importante dos dois primeiros tratados é codificar medidas de controle aplicáveis internacionalmente, a fim de garantir a disponibilidade de entorpecentes e substâncias psicotrópicas para fins médicos e científicos e evitar seu desvio para canais ilícitos. Também incluem disposições gerais sobre tráfico e abuso de drogas.